# Emilie Nautnes
Emilie Nautnes (* 13. Januar 1999 in Norwegen) ist eine norwegische Fußballspielerin, die seit 2025 für Madrid CFF in der Primera División spielt und 2018 erstmals für die Norwegische Fußballnationalmannschaft der Frauen spielte.

## Karriere

### Vereine
Nautnes spielte ab 2014 als 15-Jährige für den norwegischen Zweitligisten Fortuna Ålesund, dabei auch in der U-19-Mannschaft. Noch in der laufenden Saison 2015 wechselte sie zum Erstligisten Arna-Bjørnar. Für diesen spielte sie aber 2016 auch noch in der U-19-Mannschaft, wobei ihr einmal bei einem 23:0 im Qualifikationsspiel zum Telenor Cup für U-19-Mannschaften fünf Tore gelangen. Nachdem sie mit Arna-Bjørnar in drei Spielzeiten am Saisonende in der Tabelle Mittelfeldplätze belegt hatte, konnte 2018 der dritte Platz erreicht werden. Nach der WM 2019 wechselte sie zum Lillestrøm SK Kvinner, wo sie das Double gewinnen konnte. Im Pokalfinale erzielte sie beim 5:1 gegen Vålerenga zwei Tore. Nach einer zweijährigen Fußballpause erhielt sie im März 2022 einen Vertrag bei Rosenborg Trondheim.
Im Januar 2025 erhielt sie einen Vertrag bei Madrid CFF.

### Nationalmannschaft
Nautnes durchlief die norwegischen Juniorinnenmannschaften und nahm mit der U-17-Mannschaft im September 2014 an der ersten Qualifikationsrunde zur U-17-Fußball-Europameisterschaft der Frauen 2015 teil, bei der sie das Tor zum 1:0-Sieg gegen Griechenland erzielte. Als Gruppenzweite qualifizierten sich die Norwegerinnen für die Eliterunde im April 2015, an der sie aber nicht teilnahm. Stattdessen spielte sie mit der U-16 bei einem Turnier in Dänemark. Im Oktober 2015 nahm sie mit der U-17 wieder an der ersten Qualifikationsrunde zur U-17-Fußball-Europameisterschaft der Frauen 2016 teil und qualifizierte sich bei einem Turnier in Bulgarien für die Eliterunde. Bei dieser hatten sie im März 2016 Heimreicht und sie nutzten dieses um sich für die Endrunde zu qualifizieren. Bei der Endrunde in Weißrussland wurde das Spiel um Platz 3 verloren und somit die U-17-Fußball-Weltmeisterschaft der Frauen 2016 verpasst.
Mit der U-19-Mannschaft nahm sie im September 2016 an der ersten Qualifikationsrunde zur U-19-Fußball-Europameisterschaft der Frauen 2017 teil und erreichte beim Turnier in Polen als Gruppenzweite die Eliterunde, wozu sie mit drei Toren beim 8:0 gegen Armenien beitrug. In der zweiten Qualifikationsrunde, in der ihre Mannschaft dann trotz Heimvorteil scheiterte, kam sie nicht zum Einsatz. Im Oktober 2017 unternahm sie in der ersten Qualifikationsrunde zur U-19-Fußball-Europameisterschaft der Frauen 2018 einen neuen Anlauf und mit 15:0 Toren qualifizierten sie sich für die zweite Runde. Diese wurde im Juni 2018 in Polen ausgetragen und mit 8:1 Toren, wovon sie zwei erzielte, wurde die Endrunde erreicht. Bei dieser bereits einen Monat später in der Schweiz ausgetragenen Runde wurde das Halbfinale erreicht, das gegen Deutschland mit 0:2 verloren wurde. Damit endete ihre Zeit in der U-19, es folgten Ende August/Anfang September drei Spiele mit der U-23-Mannschaft.
Am 11. November 2018 hatte sie im letzten Länderspiel des Jahres ihren ersten A-Länderspieleinsatz. Beim 1:4 in Tottori gegen Japan wurde sie in der 74. Minute beim Stand von 0:4 eingewechselt. Im ersten Spiel des WM-Jahres am 17. Januar 2019 im spanischen La Manga, das mit 3:1 gegen Schottland gewonnen wurde, wurde sie in der 83. Minute eingewechselt. Fünf Tage später wurde sie an gleicher Stätte bei der 0:1-Niederlage gegen Kanada bereits in der 77. Minute eingewechselt. Dazwischen spielte sie wieder für die U-23-Mannschaft. Ihren ersten Turniererfolg hatte sie mit dem Gewinn des Algarve-Cups, wobei sie beim 2:1 im ersten Gruppenspiel gegen Dänemark erstmals in der Startelf stand, nach 78 Minuten aber ausgewechselt wurde. Beim 3:1 gegen China wurde sie dann in der 81. Minute eingewechselt. Nach zwei weiteren Spielen mit der U-23-Mannschaft, wurde sie am 2. Mai als zweitjüngste norwegische Spielerin für die WM 2019 nominiert. Im letzten Testspiel vor der WM erzielte sie gegen Südafrika vier Minuten nach ihrer Einwechslung ihr erstes A-Länderspieltor zum 7:2-Endstand. Bei der WM, bei der ihre Mannschaft durch eine 0:3-Niederlage gegen England im Viertelfinale ausschied, kam sie nicht zum Einsatz. Nach der WM wurde sie noch für das erste Spiel in der Qualifikation für die EM 2021 nominiert, aber nicht eingesetzt. Danach kam sie zunächst nur noch bei zwei Testspielen der U23 im März 2020 zum Einsatz. Nach ihrer zweijährigen Fußballpause wurde sie im Juni und September 2022 wieder in der U23 eingesetzt.
Im Februar 2023 wurde sie bei den drei Spielen des Tournoi de France eingesetzt. Für die WM 2023 wurde sie nicht nominiert.

## Erfolge
- Algarve-Cup Siegerin 2019 (ohne Einsatz im Finale)
- Norwegische Meisterin 2019
- Norwegische Pokalsiegerin 2019 (2 Tore im Finale), 2023